# Clélia Vitória Alfredo
Clélia Vitória Rodrigues da Silva Alfredo, é uma atleta Paraolímpica da modalidade Atletismo.

## Biografia e Carreira
A atleta mauaense perdeu a visão ainda criança, quando estava em fase de alfabetização, e começou a ser acompanhada pelos profissionais do Centro Esportivo Municipal de Educação Infantil (CEMEI). Lá, ela aprendeu braile, orientação para o dia a dia e como ter mais mobilidade. Foi no mesmo local que teve seu primeiro contato com atividades físicas numa ação chamada "Esportes e Jogos". Quando Clélia participou dos Jogos Escolares, percebeu-se que a atleta se destacava dos demais, sendo convidada a fazer parte da seleção do estado e a disputar a primeira competição nacional.
Quando completou 14 anos, ela participou da primeira competição na categoria adulta e disputou o Circuito Loterias Caixa do Comitê Paralímpico Brasileiro, vencendo a prova na fase estadual.
Começou então sua jornada mais séria no mundo esportivo quando, em 2017, Clélia foi convocada para representar o país nos Jogos Parapan-Americanos de Jovens, em que foi campeã.
Mais tarde, Clélia Vitória Rodrigues da Silva Alfredo conquistou a medalha de prata na modalidade salto em distância durante os Jogos Parapan-Americanos de Lima, em 2019.